# کلیرمانت (کارولینای شمالی)
کلیرمانت (به انگلیسی: Claremont) شهری در ایالت کارولینای شمالی کشور ایالات متحده آمریکا است که جمعیت آن در سرشماری سال ۲۰۱۰ میلادی، ۱٬۳۵۲ نفر بوده‌است.